# Simon Russell Beale
Simon Russell Beale (n. 12 de enero de 1961 en Penang en Malasia) es un actor británico de la Royal Shakespeare Company.

## Distinciones honoríficas
- – CBE (2003), Knight Bachelor (2019)
- BAFTA – Mejor actor de reparto por The Hollow Crown (2013)